# Sanae Kobayashi
Sanae Kobayashi (小林 沙苗 Kobayashi Sanae, Shizuoka, Prefectura de Shizuoka, 26 de enero de 1980) es una seiyū japonesa. Ha participado en series como Baccano!, Elfen Lied, Ichigo 100% y Macross Zero, entre otras. Está afiliada a Production Baobab.

## Roles Interpretados

### Series de Anime
- .hack//Roots como Ender/Pi
- Accel World como Seiji Nōmi/Dusk Taker
- Akatsuki no Yona como Sinha (joven)
- Aquarian Age como Lizard Darklore
- Aquarion Evol como Suomi
- Area 88 como Kitri Parveneh
- Ashita no Nadja como Roberta
- Astroboy (2003) como la Sra. Midori
- Avenger como Koop
- Baccano! como Ennis
- Bamboo Blade como Carrie Nishikawa
- Bokura wa Minna Kawaisou como Sumiko Kawai
- Boogiepop Phantom como Manaka Kisaragi
- Boukyaku no Senritsu como Toone
- Buzzer Beater como Cha-Che
- Captain Earth como Mao Marimura
- Chō Henshin CosPrayers como Scarlet Church/Sisterayer
- Chōyaku Hyakunin Isshu: Uta Koi como Hiroko
- Cybercat Kurochan como Kyouko
- D.Gray-man como Allen Walker
- D•N•Angel como Ritsuko Fukuda
- Darker than black como Kanami Ishizaki
- Darker than Black: Ryūsei no Gemini como Kanami Ishizaki
- Detective Conan como Justin Takamori
- Divergence Eve como Susanna Bleustein
- Durarara!! como Namie Yagiri
- Durarara!!×2 Shō como Namie Yagiri
- E's Otherwise como Asuka Tokugawa
- El Cazador de la Bruja como Natalia/Nastarsha
- Element Hunters como Ally Connolly
- Elfen Lied como Lucy/Nyu
- Emma como Eleanor Campbell
- Ergo Proxy como Daedalus Yumeno y Dorothy
- Fushigiboshi no Futagohime Gyu! como Elizabetta
- Gakuen Alice como Kaname Sonoo
- Gekito! Crush Gear Turbo como Fuuko Nagidori y Kim Young Dae
- Gekkan Shōjo Nozaki-kun como Cathy
- Geneshaft como Fumi, Karen y Lily
- Genshiken como Yurie Kitagawa
- Genshiken 2 como Yurie Kitagawa
- GetBackers como Maki Nagano
- Gilgamesh como Fuuko Mimuro
- Glass no Kamen (2005) como Maya Kitajima
- Hajime no Ippo como Kumi Mashiba
- Hamatora como Ratio (joven)
- Hanbun no Tsuki ga Noboru Sora como Misako Yosano
- Happiness Charge PreCure! como Maria Hikawa/Cure Tender
- Hatenkō Yūgi como Rahzel Anadis
- Heat Guy J como Antonia Belucci
- Hikaru no Go como Akira Tōya
- Hit wo Nerae! como Yoko Katsuragi
- Ichigo 100% como Satsuki Kitaoji
- Inazuma Eleven como Atsuya Fubuki (pequeño), Guel, Haru Ikemiyagi, Kabeyama Saku, Kui Ruru, Nanakaze Rimu, Natsumi Raimon, Raimon Hijikata, Rebun Ano y Takoya Noriko
- Inazuma Eleven GO como Endou Natsumi
- Jagainu-kun como Haripoteto
- Jigoku Shojo 2 como Miwa Niiyama
- Jigoku Shojo 3 como Kiwako Nitta
- Kaichō wa Maid-sama! Como Ayuzawa Misaki
- Kaiketsu Zorori como Noshishi
- Karneval como Mie
- Kaze no Yojimbo como Miyuki Tanokura
- Kosetsu Hyaku Monogatari como Ogin
- La Rosa de Versalles como Oscar François de Jarjayes
- Love Love? Como Yoko Katsuragi
- Loveless como Nagisa Sagan
- Lupin III (2012) como Aisha Kaiser
- Macross Frontier como Catherine Glass
- Madlax como Madlax
- Mahō Shōjo Lyrical Nanoha (2005) como Reinforce
- Majin Tantei Nōgami Neuro como Setsuna Honjou
- Maō Dante como Saori Utsugi
- Mermaid Melody: Pichi Pichi Pitch como Fuku-chan, Lady Bat y Maria
- Midori no Hibi como Yuma Takiguchi
- Misaki Chronicle ~Divergence Eve~ como Susanna Bleustein
- My-Hime como Akira Okuzaki
- My-Otome como Akira Okuzaki
- Matantei Loki Ragnarok como Yayoi Kirasaka
- Najica Blitz Tactics como Reina Uzuki
- Nanaka 6/17 como Chemical Kemiko y la madre de Yuriko Amemiya
- Naruto como Sasame4e
- Natsume Yūjin-Chō como Reiko Natsume
- Natsume Yūjin-Chō 5 como Reiko Natsume
- Neo Angelique Abyss como Rouki
- NHK ni Yōkoso! como Hitomi Kashiwa
- Nodame Cantabile como Kiyora Miki
- Panyo Panyo Di Gi Charat como Sherry
- Papuwa como Kotaro
- Persona Trinity Soul como Eiko Nikaidou y Shin Kanzato (pequeño)
- Pokemon Advance como Keima, Greta, Miri y Sayori
- Queen’s Blade 2: The Evil Eye como Maria
- Rental Magica como Sakuya Isurugi
- Rideback como Megumi Yoda
- Saiyuki Reload como Ginkaku y Kinkaku
- Scarewoman como Bearbear
- Sekai Seifuku - Bōryaku no Zvezda como Tsubaki
- Señorita Cometa como Yuki-sensei
- Shakugan no Shana 2 como Mare
- Shakugan no Shana 3 como Mare
- Shiki como Chiyomi Hasegawa
- Shin chan como Lisa Aspirin
- Shin Sekai Yori como Okano
- Shōnen Onmyōji como Fujiwara no Akiko
- Shōwa Genroku Rakugo Shinjū como Kikuhiko (niño)
- Sōkyū no Fafner como Kanon Memfis
- Sōkyū no Fafner Exodus como Canon Hazama
- Someday's Dreamers como Haru Kikuchi
- Sonic X como Chris
- Sousei no Aquarion como Reika
- Spider Rider como Aqune y Venus
- Spider Rider Yomigaeru Taiyou como Aqune y Venus
- Terra e... como Letitia Shin y Physis
- The Third: Aoi Hitomi no Shōjo como Paifu
- The Unlimited - Hyōbu Kyōsuke como Patty Crew
- Tokyo Underground como Al
- Touka Gettan como Lilith
- Tsubasa: RESERVoir CHRoNiCLE como Star Five y Xing Huo
- Wagaya no oinari-sama como Mamehisui
- Wonder Bebil-kun como Mama
- Yami to Bōshi to Hon no Tabibito como Lilith
- Yatterman (2008) como Bakeru y Yanyan
- Yobarete Tobidete Akubi-chan como Fujiwara Erika
- Yu-Gi-Oh! GX como Asuka Tenjouin
- Yuki no Jo-Oh como Karen
- Zettai Karen Children como Patty Crew

### OVAs
- .hack//G.U. Returner como Pi
- .hack//Liminality como Mai Minase
- .hack//Quantum como Shamrock
- Aquarian Age Saga II ~ Don't forget me... ~ como Lizard Darklore
- Butsu Zone como Sachi
- Elfen Lied como Lucy/Nyu
- Freedom Project como Ao
- Gunbuster 2 como Serpentine Twin
- Hajime no Ippo como Mashiba vs Kimura
- I''s como Nami Tachiba
- I’ll/CKBC como Horii Mika
- Ichigo 100% como Satsuki Kitaouji
- Jungle wa itsumo hale nochi Guu Final como Guu (adulto)
- Kami nomi zo Shiru Sekai: Tenri Arc como Keima Katsuragi (joven)
- Kikoushi Enma como Yuri Benten
- Macross Zero como Sara Nome
- Mahō Shōjo Tai Arusu: The Adventure como Hanamomo
- Naisho no Tsubomi como Yae Yamabuki
- Natsume Yūjin-Chō como Reiko Natsume
- Saint Seiya: The Lost Canvas - Hades Mythology como Yuzuriha
- Sakura Taisen: New York como Gemini Sunrise
- Shin Hokuto no Ken como Sara (joven)
- Sōsei no Aquarion como Reika
- Sōsei no Aquarion Love como Akika
- Tsubasa TOKYO REVELATIONS como Xing Huo
- Zettai Karen Children como Patty Crew

### ONAs
- Sailor Moon Crystal como la madre de Naru

### Especiales de TV
- Hajime no Ippo Champions Road como Kumi Mashiba
- Hikaru no go: New Year como Akira Touya
- Ichigo 100% como Satsuki Kitaouji
- Pokemon Mystery Dungeon: Team go-getters out of the gate como Zenigame

### Películas
- .hack//G.U. Trilogy como Pi
- Gegege no Kitaro (2008) como Hana Fuusai y Hana Hanamatsuri
- Genocidal Organ como Lucia
- Highlander: the Seach for vengeance como Deborah
- Inazuma Eleven: Saikyo Gundan Ogre Shurai como Natsumi raimon
- La Rosa de Versalles como Oscar François de Jarjayes
- Macross Frontier: Itsuwari no Utahime como Caherine Glass
- Macross Frontier Sayonara no Tsubasa como Catherine Glass
- Maho Shojo Nanoha A’s como Reinforce
- Shin Angyo Onshi como Sando
- Sōkyū no Fafner: Dead Aggressor: Heaven and Earth como Canon Hazama
- SOS! Tokyo Metro Explorers: The Next como Ryouhei Ozaki
- Starship Troopers: Invasion como Carmen Ibañez
- Steamboy como Emma

### Musicales deSakura Taisen
- Interpretó a Gemini Sunrise en los siguientes musicales:
  - Sakura Taisen New York Hoshigumi Live 2011 ~Hoshi wo Tsugumono
  - Sakura Taisen New York Hoshigumi Live 2012 ~Dareka wo Wasurenai Sekai de~
  - Sakura Taisen New York Hoshigumi Show 2013 - Wild West Kibou
  - Sakura Taisen New York Hoshigumi Show 2014 ~Otanoshimi wa Kore Kara da~
  - Sakura Taisen New York Revue Show ~Utau Dai New York~
  - Sakura Taisen New York Revue Show ~Utau Dai New York 2~
  - Sakura Taisen New York Revue Show ~Utau Dai New York 3~ Last Show

### CD Drama
- Blood Alone como Higure.
- Hatenkou Yuugi como Rahzel
- Hayate X Blade como Otoha Kijimiya
- Kaichō wa Maid-sama! como Misaki Ayuzawa
- Otome wa Boku ni Koishiteru como Kaede Orikura
- Rozen Maiden como Rozen Maiden
- Zettai Kareshi como Riiko Izawa

### Videojuegos
- .hack//G.U. como Pi
- .hack//Link como Pi y Ender
- Accel World: Awakening of the Silver Wings como Seiji Nomi/Dusk Taker
- Atelier Meruru: The Alchmist of Arland 3 como Juana Olsys
- Castlevania: Harmony of Dissonance como Lydie Erlanger
- code_18 como Yuzu Soraki
- Conception: Please Have My Children! como Mirei
- Final Fantasy Crystal Chronicles: Ring of Fates como Aleria
- Gravity Rush como Kat
- Honkai Impact 3rd como Natasha Cioara (Raven)
- Inazuma Eleven como Natsumi Raimon
- Inazuma Eleven 2 como Natsumi Raimon
- Inazuma Eleven 3 como Natsumi Raimon
- Inazuma Eleven Strikers como Fumiko Kii, Rimu Nanakaze, Tsukishi Ootani, Natsumi Raimon y Guel
- J-Stars Victory Vs como Allen Walker
- Mai-HiME: Bakuretsu! como Akira Okuzaki
- Mega Man ZX Advent como Aile y Vent
- Memories Off: And Then como Inori Misasagi
- Memories Off: And Then Again como Inori Misasagi
- Naruto Shippuden: Dragon Blade Chronicles como Akari Tatsushiro
- PlayStation All-Stars Battle Royale como Kat
- Project X Zone como Gemini Sunrise
- Radiata Stories como Ridley Silverlake
- Rune Factory 4 como Forte
- Sakura Wars: So Long, My Love como Gemini Sunrise
- Sakura Wars 5 Episode 0 como Gemini Sunrise
- Shakugan no Shana como Mare
- Shin Onimusha: Dawn of Dreams como Ohatsu
- Sly 2: Ladrones de Guante Blanco como Neyla
- Soulcalibur IV como Seong Mi-na
- Soul Calibur: Broken Destiny como Seong Mi-na
- Star Ocean: First Departure como Ilia Silvestri
- Summon Night 4 como Lushean
- Super Robot Wars Z como Hong Lihua/Reika
- Super Smash Bros. Brawl como Ice Climbers
- Super Smash Bros. Melee como Ice Climbers
- Victorious Boxers: Revolution como Kumi Mashiba
- Wild Arms Alter Code: F como Cecilia Lynne Adlehyde
- Wrestle Angels: Survivor como Akiko Saito y Lucky Uchida
- Wrestle Angels: Survivor 2 como Akiko Saito y Lucky Uchida
- Genshin Impact como Tighnari

### Doblaje
- iCarly como Sam Puckett
- Power Rangers en el espacio como Ashley Hammond/Yellow Space Ranger
- Power Rangers Lost Galaxy como Ashley Hammond/Yellow Space Ranger
- Sin City como Nancy Callahan
- Transformers: Dark side of the moon como Carly Spencer
- Wizards of Waverly Place como Alex Russo
- You Don't Mess with the Zohan como Dalia Hakbarah

## Música

### Ichigo 100%
- Para el especial Ichigo 100%: Koi ga Hajimaru?! Satsuei Gasshuku - Yureru Kokoro ga Higashi e Nishi e interpretó el opening Kimiiro 100% junto a Nana Mizuki, Megumi Toyoguchi y Mamiko Noto.[4]
- Para el OVA lanzado en 2005, también se utilizó el opening Kimiiro 100% interpretado por el cuarteto. Además, participó del cuarto ending, Platonic Scandal.[5]

### Sakura Taisen
- Para el quinto OVA cantó junto con Junko Minagawa, Ayaka Saitō, Kaya Masutani y Mie Sonozaki el opening Chijo no Senshi.[6]
- Participó en el videojuego Sakura Wars: So Long, My Love.

### Otros
- Trabajó en compañía de Kiyomi Asai y Miyu Matsuki para el OVA Hand Maid May interpretando el opening Camera = Mannenhitsu!!! y el ending Hand Maid de ne!.[7]
- En el anime Love Love? participó en el opening （ＬＯＶＥ）∞ con Sayaka Ohara, Mayumi Yoshida, Kiyomi Asai y Miyu Matsuki.[8]
- Interpretó Towards a Dream, el ending de Spider Riders: Yomigaeru Taiyou, a duo con Takashi Kondō.[9]
- Para Yami to Bōshi to Hon no Tabibito participó en el ending Eien no Inori wo Sasagete.[10]